# Solak (Armenia)
Solak (in armeno Սոլակ?) è un comune dell'Armenia di 2 646 abitanti (2008) della provincia di Kotayk'.